# 台湾の交通
台湾の交通（たいわんのこうつう）では、台湾の交通の概況を説明する。

## 概要
台湾の交通は東西方向は中央山脈、南北方向は河川により阻害されている。そのため初期の交通は小船による沿岸航行による交通が主であった。当時の台湾では「一府二鹿三艋舺」という言葉があり、海運の発達により現在の台南、彰化県鹿港、台北万華が重要な地位を占めていた。清朝統治末期になるとようやく南北の陸上交通整備が行われ、また東西の交通に関しても沈葆楨、呉沙等によって淡蘭古道、八通関古道等、雪山山脈や中央山脈を貫く山道が整備された。陸上交通の整備は更に進められ劉銘伝による基隆-台南間の鉄道敷設計画が立てられた。しかし後任の清朝官人は台湾のインフラ整備を重視せず、鉄道は大甲渓までの測量を完了させながら、実際には基隆-台北間、台北-新竹間のみが開通したに過ぎなかった。それでも中国大陸に先んじた鉄道敷設は交通史の中で特筆に価する事跡と言える。
日清戦争後下関条約が締結されると台湾は日本に割譲され、台湾総督府主導の下、現在の台湾交通の基礎が整備されることとなった。縦貫線が新竹より屏東県枋寮まで延伸されたほか、それまで交通整備が遅れていた東部の花蓮-台東間の鉄道建築も進められた。また西部平原では産業の発展に従い糖業、塩業専用の軽便鉄道が整備された。また軍事空港の整備に伴い航空路線も開設されていった。この時期の台湾は日本内地同様左側通行が採用されており
また鉄道の電化、環島鉄道計画、高速道路、捷運、高速鉄道などの計画が立案・実行され現在の台湾の交通システムが完成している。

## 陸上交通

### 道路
- 公道総延長距離：41,475km （2014年）
  - 国道：988km(+汐五高架、五楊高架、新生高架1054KM)
  - 省道：4,721km（快速公路737km）

国道標識

台湾の道路交通は本島及び離島地区を網羅しており、その管理体系より国道、省道、県道、郷道、專用道路の5種類に区分されている。また地方自治体が設置する「大道」「快速道路」「市道」「区道」にも市区道路（都市道路）となっている道路が存在する。以下に主要な国道を挙げる。国道1号は中山高速公路と称され、1970年代に基隆港と高雄港を結ぶ総延長373.3kmとして着工された。国道3号はフォルモサ高速公路と称され基隆から屏東県林辺を結ぶ高速道路である。国道5号は蔣渭水高速公路と称され国道3号の南港ICより分岐し宜蘭蘇澳までの高速道路であり、台湾の東西を連絡する唯一の高速道路となっている。

省道標識

快速公路標識

省道標識は盾型であり、現在約60路線（省道番号を使用する自動車専用道路を含む）が整備されている。台北市の忠孝路と中山路の交差点（台5線、台1線、台3線、台9線、台1甲線の交差点、行政院と監察院前）を道路原点とし、南北路線には奇数番号、東西路線には偶数番号が割り当てられている。主要な省道としては南北縦貫道路の台1線があり、19世紀には現在の路線が整備されていた。また台8線は中部横断道路であり、台9線が東部的縦貫道路となっている。台61線は西部臨海自動車専用道路となっており、1992年に着工され現在まで漸次開通している。このほか国道1号線と国道3号線を連絡する道路として12本の自動車専用道路も1992年より整備が開始され、現在はその大部分が開通している。
- 国道（高速道路）一覧：

| 標識 | 番号     | 名称                                | 区間                  | 全長 km | 現況     | 備考 |
| ---- | -------- | ----------------------------------- | --------------------- | ------- | -------- | --- |
|      | 国道1号  | 中山高速公路                        | 基隆 - 高雄           | 372.7   | 全線開通 | 予定楊梅 - 新竹間の路幅拡張工事。                                                                                            |
|      | 国道2号  | 桃園環線                            | 桃園空港 - 鶯歌       | 20.4    | 全線開通 | 6車線化、8車線化完工。 |
|      | 国道2甲  | 大園支線                            | 西濱公路 - 大園交流道 | 2.0     | 未開通   | 未着工 |
|      | 国道3号  | フォルモサ高速公路 （第二高速公路） | 基隆 - 林辺           | 432.0   | 全線開通 | 枋山まで延伸計画 |
|      | 国道三甲 | 台北連絡線                          | 台北 - 深坑           | 5.6     | 全線開通 | 国道快速公路, 深坑外環道より国道5号に連絡                                                                                    |
|      | 国道4号  | 台中環線                            | 清水 - 豊原           | 18.5    | 一部開通 | 大坑、太平、霧峰を経由し国道3号に連絡予定                                                                                    |
|      | 国道5号  | 蔣渭水高速公路                      | 南港 - 蘇澳           | 54.0    | 全線通車 | 花蓮、台東を経由、中央山脈を横断し大武山で国道3号と連絡予定 しかし建設資金問題、経済効果、環境問題等により現在計画は再検討中 |
|      | 国道6号  | 水沙連高速公路                      | 霧峰 - 埔里           | 38.0    | 全線通車 | 花蓮まで延伸計画あり |
|      | 国道8号  | 台南支線                            | 台南 - 新化           | 15.5    | 全線通車 | 台南サイエンスパーク、台南市を経由、台61線と連絡                                                                             |
|      | 国道10号 | 高雄支線                            | 左営 - 旗山           | 33.8    | 全線通車 | 左営は高雄都会快速公路及び新左営駅に連絡                                                                                     |

- 快速公路（自動車専用道路）一覧：

### 自動車輸送
台湾の自動車輸送はバス旅客輸送、観光バス旅客輸送、タクシー、乗用車レンタカー、貨物車レンタカー、貨物輸送に分類されている。

### 鉄道輸送
台湾の鉄道輸送は台湾鉄路管理局路線、産業軽便鉄道、捷運、ライトレール、ケーブルカー及び高速鉄道などのシステムが存在している。
台湾の鉄道輸送は清朝統治時代末期に始まり、日本統治時代に本格的に整備され全島にわたって路線が敷設された。太平洋戦争の終結に伴い国民政府により台湾が接収されると、それまでの鉄道重視の交通政策からアメリカの影響を受け自動車輸送を中心とした交通政策が採用された。しかし都市部では渋滞解消や大気汚染の観点から鉄道輸送が見直され台北市などでは捷運の敷設が積極的に推進されるなどの変化が見られる。2006年8月22日、行政院経済建設委員会は将来は道路建設に代わり鉄道建設を推進し環境問題を解決すると正式に宣言している。

## 航空輸送

### 空港
台湾の空港の大部分は軍民共用となっており、民用部分に関しては交通部民用航空局により管理されている。桃園市の台湾桃園国際空港が国際線空港、台北市の台北松山空港と高雄市の高雄国際空港は国際国内線空港として整備され、それ以外に台中市の台中国際空港、花蓮市の花蓮空港、馬公市の馬公空港が国際線チャーター便を取り扱っている。
そのほか国内線専用空港としては嘉義空港、台南空港、屏東空港、恒春空港、澎湖県七美空港及び望安空港、緑島空港、台東空港、蘭嶼空港、金門空港、馬祖南竿空港及び馬祖北竿空港が存在している。
- 総数：18
- 滑走路全長3,047m以上：6（桃園、台中、高雄、台南、嘉義、屏東）
- 滑走路全長2,438m以上3,047m未満：5（金門、馬公、花蓮、松山、台東）
- 滑走路全長1,524m以上2,437m未満：2（恒春、南竿）
- 滑走路全長914m以上1,523m未満：4（北竿、蘭嶼、緑島、望安）
- 滑走路全長914m未満：1（七美）

### ヘリポート
- 総数：9（2006年）

東引、東莒、西莒（連江県政府）、小琉球（屏東県政府）、玉里（花蓮県玉里鎮公所）

嘉義竹崎（中興航空公司）、渓頭米堤（個人）、天龍（個人）、童総合医院（個人）

### 航空会社
台湾を代表する大手航空会社には、スカイチーム加盟のチャイナエアライン、スターアライアンス加盟のエバー航空、スターラックス航空があり、国内線を中心に運行するのは、ユニー航空（エバー航空の子会社）、華信航空（チャイナエアラインの子会社）、徳安航空となっている。

## 海上交通

### 概況
周囲を海洋に囲まれた台湾では海上交通が発達し、国際貿易も海上輸送に依拠している。港湾は現在交通部が管理する商業港湾と、経済部が管理する工業専用港湾、行政院農業委員会が管理する漁港に分類される。
交通部は現在高雄港務局、基隆港務局、花蓮港務局および台中港務局を設置し、各港湾を管理すると同時に金門県政府、連江県政府に委託し港務処を設置し、当該地域の商港の管理を行っている。

### 国際商業港湾
最大の規模を誇る高雄港は世界の5大貨物取扱港湾となっており、それ以外に基隆港、台中港、花蓮港が国際貨物を取り扱っている。また補助港湾施設として台北港（基隆港の補助港湾）、蘇澳港（基隆港の補助港湾）、安平港（高雄港の補助港湾）が設置されている。

### 国内商業港湾
現在は4港が設置されている。嘉義県の布袋港、澎湖県の馬公港は離島輸送及び観光を主とし高雄港務局により管理されている。その他の金門港及び馬祖港は当該地域の地方政府により運営され、台湾国内のみならず小三通政策により中国との直行航路が開設されている。

### 工業専用港湾
現在2港が設置されている。雲林県麦寮郷臨海部に建設された台塑工場に隣接する麦寮工業港があり、台塑六軽工業区への原料輸入と製品輸出を行っている。また花蓮県秀林郷の和平工業港は台湾水泥に併設されたものであり、台湾頭部の砂石の運搬と、原料輸入及び製品の輸出を担当している。

### 漁港
沿海の各県市に設置され、規模の大きい漁港としては基隆市八斗子漁港、宜蘭県南方澳漁港、高雄県興達漁港があり、興達漁港は東南アジア最大の規模を誇る。しかし各国の海洋資源保護政策と200海里問題により計画を下回る水揚高となっている。
漁港は農委会漁業署により管理され、前鎮漁港（高雄市政府）、南方澳漁港（宜蘭県政府）、八斗子漁港及び正浜漁港（基隆市政府）、新竹漁港（新竹市政府）、梧棲漁港（台中県政府）、東港塩埔漁港（屏東県政府）は漁業署より現地地方政府に委託され管理されている。

### 海運会社
台湾を代表する海運会社は陽明海運（旧公営）、長栄海運、万海海運がある、離島との輸送に関しては第三セクター方式も採用されている。